# Clavell de pastor
El clavell de pastor, Dianthus hyssopifolius, és una espècie de planta herbàcia dins la família cariofil·làcia.

## Descripció
Planta vivaç. Fulles llargues, primes, toves. Flors solitàries, de 20-30 mm, pètals de color de rosa o blanc amb lacínies (com serrells) molt profunds. Emet una fragància agradable.

## Hàbitat
Pastures, matolls d'Euonymus europaeus, pinedes aclarides i a grans altituds. Indiferent al substrat.

## Distribució
Zona alpina de Suïssa, Itàlia, antiga Iugoslàvia, Albània, França, Península Ibèrica, incloent els Països Catalans.

## Taxonomia
Dianthus hyssopifolius va ser descrita per Linnaeus i publicat a Centuria I. Plantarum ... 11. 1755.
Etimologia
Dianthus: és el nom del gènere prové del grec deos («déu») i anthos («flor»), i que va ser citada pel botànic grec antic Teofrast.
hyssopifolius: epítet específic llatí o que significa "com les fulles de l'Hyssopus".
Sinònims
- Dianthus acuminatus Tausch
- Dianthus alpestris Sternb.
- Dianthus ambiguus Salisb.
- Dianthus condensatus Kil.
- Dianthus controversus Gaudin
- Dianthus eynensis Sennen
- Dianthus monspeliacus L.
- Dianthus monspessulanus L.
- Dianthus monspessulanus var. jacetanus P.Monts.
- Dianthus odoratissimus Vest ex Rchb.
- Dianthus oreades Balb. ex Nyman
- Dianthus plumosus DC. ex Spreng.
- Dianthus saxatilis Pers.
- Dianthus sprengelii G.Don
- Tunica arenaria Scop.

subsp. gallicus (Pers.) M.Laínz i Muñoz Garm
- Dianthus gallicus Pers.
- Dianthus monspeliacus subsp. gallicus (Pers.) M.Laínz & Muñoz Garm[6]